# Thrasya robusta
Thrasya robusta là một loài thực vật có hoa trong họ Hòa thảo. Loài này được Hitchc. & Chase miêu tả khoa học đầu tiên năm 1917.